# 広八幡神社

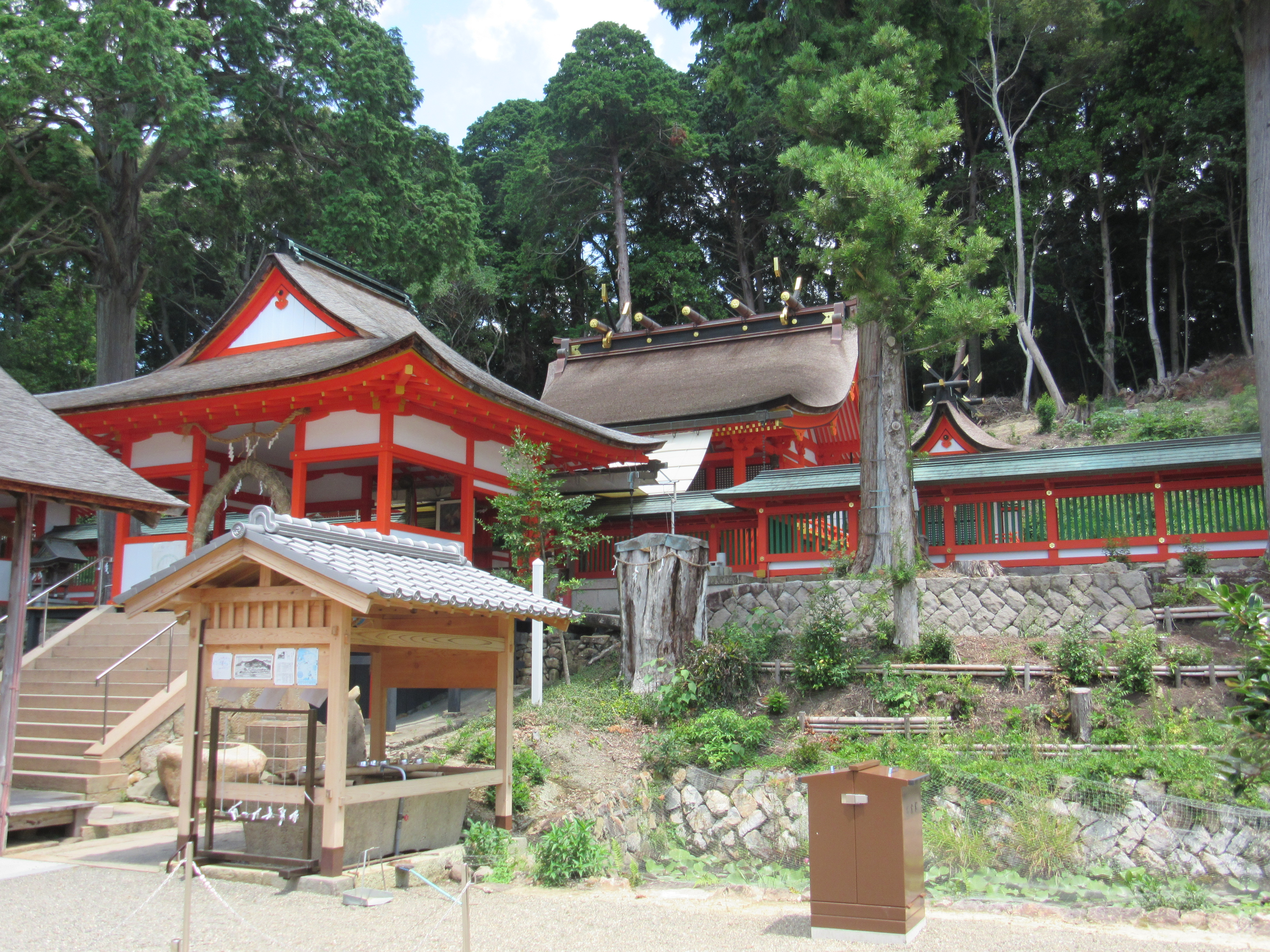
広八幡神社

広八幡神社（ひろはちまんじんじゃ）は、和歌山県有田郡広川町上中野にある八幡神社である。

## 祭神
- 誉田別命
- 足仲津彦命
- 息長足姫命

## 歴史
この神社の創建年代等については不詳であるが、欽明天皇のころに創建されたと伝えられる。度々焼失しているが、江戸時代には和歌山藩主の帰依を得た。江戸時代末までは神仏習合により境内に多くの仏堂があったが、明治初年の神仏分離に伴い、三瀧寺などに移されている。

## 文化財

### 重要文化財（国指定）
建造物
- 本殿 - 室町時代中期（1413年）の建立。檜皮葺、三間社流造。昭和4年（1929年）4月6日指定。
- 拝殿 - 江戸時代中期（1704年）の建立。桁行二間、梁間三間、一重、入母屋造、妻入、杮葺。昭和22年（1947年）2月26日指定。
- 楼門 - 室町時代後期（1475年）の建立。三間一戸楼門、入母屋造、本瓦葺。昭和22年（1947年）2月26日指定。
- 摂社高良社本殿 - 室町時代後期（1502年）の建立。一間社隅木入春日造、檜皮葺。昭和4年（1929年）4月6日指定。
- 摂社天神社本殿 - 江戸時代前期（1652年）の建立。一間社隅木入春日造、檜皮葺。昭和22年（1947年）2月26日指定。
- 摂社若宮社本殿 - 室町時代後期（1493年）の建立。一間社隅木入春日造、檜皮葺。昭和4年（1929年）4月6日指定。

美術品
- 短刀 銘来国光 - 鎌倉時代の作品。大正4年（1915年）03月26日指定。

### 和歌山県指定文化財
- 舞殿 - 切妻造、柿葺。
- 南紀男山三彩狛犬
- 濱口梧陵君碑

### 広川町指定文化財
- 木造狛犬
- 大般若経六百巻
- 四方唐破風御輿

### 和歌山県指定無形民俗文化財
- しっぱら踊り
- 乙田の獅子舞

## 所在地
- 和歌山県有田郡広川町上中野206